# Hit (Peter-Gabriel-Album)
Hit, auch bekannt als Peter Gabriel: The Definitive Two CD Collection, ist das zweite Kompilationsalbum und insgesamt neunte Album des englischen Singer-Songwriters und Rock-Musikers Peter Gabriel. Es wurde am 3. November 2003 von Real World Records veröffentlicht.

## Inhalt
Das Album erschien in einer Version mit einer CD mit Gabriels 15 bekanntesten Singles aus den Charts sowie als Doppel-CD mit (je nach Version) 29–30 Titeln. Deren  zweite CD mit dem Titel Miss enthält eher unbekanntes, teilweise bis dahin unveröffentlichtes Material und neue Remixe. Bei den Titeln der beiden CDs handelt es sich um ein Wortspiel – „hit/miss“ bedeutet im Englischen so viel wie „getroffen/daneben“.
Gegenüber Gabriels erstem Kompilationsalbum Shaking the Tree: Sixteen Golden Greats von 1990 enthält es zusätzlich Titel aus den beiden danach erschienen Studioalben Us von 1992 und Up von 2002.
Die zweite CD Miss unterscheidet sich im Vereinigten Königreich, den USA und im deutschsprachigen Raum in Anzahl und Auswahl der Stücke. Die britische Version enthält 15 Titel, darunter jeweils mindestens einen von jedem Studioalbum von Peter Gabriel, einschließlich der Soundtracks, mit Ausnahme von Birdy, das als einziges Album nicht mit einem Titel vertreten ist. Die amerikanische und deutsche Version enthalten jeweils 14 Lieder, letztere enthält auch Stücke von den deutschsprachigen Versionen seiner Alben von 1980 bzw. 1982.

## Titelliste
Alle Titel wurden von Peter Gabriel geschrieben, außer Burn You Up, Burn You Down, das Gabriel gemeinsam mit Neil Sparkes und Karl Wallinger geschrieben hat.

### Disc 1(Hit)
1. Solsbury Hill (von Peter Gabriel (Car), 1977) – 4:23
2. Shock the Monkey (single edit) (von Peter Gabriel (Security), 1982) – 3:59
3. Sledgehammer (single edit) (von So, 1986) – 4:59
4. Don’t Give Up (edited version) (von So, 1986) – 5:55
5. Games Without Frontiers (single edit) (*) (von Peter Gabriel (Melt), 1980) – 3:57
6. Big Time (von So, 1986) – 4:28
7. Burn You Up, Burn You Down (vorher unveröffentlichte Single-Version von 2003, die Album-Version wurde später auf Big Blue Ball 2008 veröffentlicht) – 5:26
8. Growing Up (Tom Lord-Alge mix) (Original von Up, 2002) – 4:48
9. Digging in the Dirt (von Us, 1992) – 5:15
10. Blood of Eden (radio edit) (von Us, 1992) – 5:06
11. More Than This (radio edit) (von Up, 2002) – 4:33
12. Biko (edited version) (von Peter Gabriel (Melt), 1980) – 6:58
13. Steam (**) (von Us, 1992) – 6:02
14. Red Rain (von So, 1986) – 5:39
15. Here Comes the Flood (1990 version) (von Shaking the Tree: Sixteen Golden Greats, 1990, Original von Peter Gabriel (Car), 1977) – 4:32

Gesamtspielzeit (Disc 1): 1:16:00
*Dies ist die Single-Veröffentlichung mit einer radiotauglicheren Wiederholung der Zeile „Whistling tunes we're kissing baboons in the jungle“ aus dem ersten Refrain.

**Obwohl in den Liner Notes als Radio Edit bezeichnet, ist Steam in Wirklichkeit genauso lang wie die Albumversion.

### Disc 2(Miss)– UK-Edition
1. San Jacinto (von Peter Gabriel (Security), 1982) – 6:31
2. No Self Control (von Peter Gabriel (Melt), 1980) – 3:55
3. Cloudless (von Long Walk Home: Music from the Rabbit-Proof Fence, 2002) – 4:48
4. The Rhythm of the Heat (von Peter Gabriel (Security), 1982) – 5:18
5. I Have the Touch (Robbie Robertson mix) (von Phenomenon von Jon Turteltaub, Soundtrack, 1996; im Original von Peter Gabriel (Security), 1982) – 4:19
6. I Grieve (von Up, 2002) – 7:24
7. D.I.Y. (von Peter Gabriel (Scratch), 1978) – 2:38
8. A Different Drum (von Passion: Music for The Last Temptation of Christ, 1989) – 4:47
9. The Drop (von Up, 2002) – 3:02
10. The Tower That Ate People (Steve Osborne mix) (von Red Planet von Antony Hoffman, Soundtrack, 2000) – 4:06
11. Lovetown (von Philadelphia von Jonathan Demme, Soundtrack, 1993) – 5:23
12. Father, Son (von OVO, 2000) – 4:58
13. Signal to Noise (von Up, 2002) – 7:35
14. Downside-Up (live) (vorher unveröffentlicht, auch auf Growing Up Live, 2019) – 5:32
15. Washing of the Water (von Us, 1992) – 3:54

Gesamtspielzeit (Disc 2 – UK-Edition): 1:14:10

Gesamtspielzeit (Disc 1–2 – UK-Edition): 2:30:10

### Disc 2(Miss)– US-Edition
1. San Jacinto (von Peter Gabriel (Security), 1982) – 6:31
2. I Don’t Remember (von Peter Gabriel (Melt), 1980) – 4:32
3. The Rhythm of the Heat (von Peter Gabriel (Security), 1982) – 5:18
4. Love to Be Loved (von Us, 1992) – 5:17
5. I Grieve (von Up, 2002) – 7:24
6. Family Snapshot (von Peter Gabriel (Melt), 1980) – 4:29
7. In Your Eyes (von So, 1986) – 5:29
8. The Drop (von Up, 2002) – 3:02
9. The Tower That Ate People (Steve Osborne mix) (von Red Planet von Antony Hoffman, Soundtrack, 2000) – 4:06
10. Lovetown (von Philadelphia von Jonathan Demme, Soundtrack, 1993) – 5:23
11. Father, Son (von OVO, 2000) – 4:58
12. Signal to Noise (von Up, 2002) – 7:35
13. Downside-Up (live) (vorher unveröffentlicht, auch auf Growing Up Live, 2019) – 5:32
14. Cloudless (von Long Walk Home: Music from the Rabbit-Proof Fence, 2002) – 4:48

Gesamtspielzeit (Disc 2 – US-Edition): 1:14:20

Gesamtspielzeit (Disc 1–2 – US-Edition): 2:30:20

### Disc 2(Miss)– Deutsche Edition
1. San Jacinto (von Peter Gabriel (Security), 1982) – 6:31
2. Du bist nicht wie wir (von Ein deutsches Album, 1980; deutschsprachige Version von Not One Of Us von Peter Gabriel (Melt), 1980) – 3:54
3. Cloudless (von Long Walk Home: Music from the Rabbit-Proof Fence, 2002) – 4:47
4. The Rhythm of the Heat (von Peter Gabriel (Security), 1982) – 5:19
5. Kon Takt! (von Deutsches Album, 1982; Deutsche Version von I Have the Touch von Peter Gabriel (Security), 1982) – 4:19
6. I Grieve (von Up, 2002) – 7:24
7. Handauflegen (von Deutsches Album, 1982; deutschsprachige Version von Lay Your Hands On Me von Peter Gabriel (Security), 1982) – 6:07
8. The Drop (von Up, 2002) – 3:03
9. The Tower That Ate People (Steve Osborne mix) (von Red Planet von Antony Hoffman, Soundtrack, 2000) – 4:06
10. Lovetown (von Philadelphia von Jonathan Demme, Soundtrack, 1993) – 5:23
11. Father, Son (von OVO, 2000) – 4:58
12. Signal to Noise (von Up, 2002) – 7:35
13. Downside-Up (live) (vorher unveröffentlicht, auch auf Growing Up Live, 2019) – 5:32
14. Schnappschuß (Ein Familienfoto) (von Ein deutsches Album, 1980; deutschsprachige Version von Family Snapshot von Peter Gabriel (Melt), 1980) – 4:30

Gesamtspielzeit (Disc 2 – Deutsche Edition): 1:13:27

Gesamtspielzeit (Disc 1–2 – Deutsche Edition): 2:29:27
*Die Titel 2, 5, 7 und 14 sind von den Album-Ausgaben in deutscher Sprache Peter Gabriel – Ein deutsches Album von 1980 und Peter Gabriel – deutsches Album (1982). Alle anderen Lieder werden in Englisch gesungen. Die Namen aller Titel sind nur auf dem Album-Cover in Deutsch angegeben. Die deutsche Ausgabe von Disc 1 ist identisch mit der Standardausgabe, mit der Ausnahme, dass die Songtitel auf dem Album-Cover auf Deutsch übersetzt sind.

## Rezeption

### Chartplatzierungen
| ChartsChartplatzierungen       | Höchstplatzierung | Wochen |
| ------------------------------ | ----------------- | ------ |
| Deutschland (GfK)              | 25 (5 Wo.)        | 5      |
| Schweiz (IFPI)                 | 16 (7 Wo.)        | 7      |
| Vereinigtes Königreich (OCC)   | 29 (4 Wo.)        | 4      |
| Vereinigte Staaten (Billboard) | 100 (2 Wo.)       | 2      |

### Auszeichnungen für Musikverkäufe
| Land/Region                  | Auszeichnungen für Musikverkäufe (Land/Region, Auszeichnung, Verkäufe) | Verkäufe |
| ---------------------------- | ---------------------------------------------------------------------- | -------- |
| Belgien (BRMA)               | Gold                                                                   | 25.000   |
| Deutschland (BVMI)           | Gold                                                                   | 100.000  |
| Vereinigtes Königreich (BPI) | Gold                                                                   | 100.000  |
| Insgesamt                    | 3× Gold ·                                                              | 225.000  |